# Julienne de Hesse-Eschwege
Julienne de Hesse-Eschwege (14 mai 1652 - 20 juin 1693) est une princesse allemande. Dans son adolescence, elle est élevée à la cour royale suédoise comme devant devenir l'épouse du roi Charles XI de Suède, son cousin. Cependant, à deux reprises, avant le mariage, Julienne est enceinte, et l'engagement est finalement rompu. En 1679, ou 1680, Julienne épouse un hollandais et vit le reste de sa vie aux Pays-bas, tandis que Charles épouse Ulrique-Éléonore de Danemark en 1680.

## Biographie
Julienne est née en Eschwege et est la fille de Frédéric de Hesse-Eschwege (fils de Maurice de Hesse-Cassel et de sa seconde épouse, Julienne de Nassau-Dillenbourg (1587-1643)), et d'Éléonore-Catherine de Deux-Ponts-Cleebourg. Sa grand-mère maternelle est la princesse Catherine Vasa, et sa mère est la sœur du roi Charles X Gustave. Julienne est probablement nommée d'après sa grand-mère paternelle, fille de Jean VII de Nassau-Siegen, qui est elle-même probablement nommée d'après sa grand-mère paternelle, Julienne de Stolberg.
La mère de Julienne a causé un scandale en Suède lorsqu'elle a avoué à son mari qu'elle a eu une liaison avec un luthiste et acteur français, Beschon, et attendait son enfant. Le père de Julienne a essayé de cacher l'affaire, mais le scandale est devenu public. Il est dit que Éléonore est trop gênée pour retourner à la cour de Suède, elle a donc préféré vivre dans le palais d'Eschwege, bien qu'elle ait visité la Suède.
Julienne est décrite comme une grande beauté. Elle est prise à la cour de Suède pour devenir la future reine de Suède par la reine douairière Edwige-Éléonore de Holstein-Gottorp, avec la perspective d'être mariée à son cousin, le roi Charles, quand il aurait atteint l'âge adulte.
Ces plans ne se sont jamais réalisés. En 1672, lors d'une promenade en calèche à Stockholm avec la reine douairière, la princesse Julienne est tombée sur le plancher de la voiture et a accouché. Le père de l'enfant s'est avéré ne pas être son cousin le roi, mais un officier de la cour, le comte Gustave Lillie. Le comte est exilé, et Julienne est envoyée au pays. L'enfant, un fils, est nommé d'après son père, Gustave Gustafsson Lillie, plus tard est titré comme baron Gustave Adolphe von der Osten. Son sort est inconnu.
Quelques années plus tard, Julienne donne naissance à un autre fils. Cette fois, le père est Johann Jakob Marchand, le jeune, célibataire, fils de sa dame de compagnie néerlandaise. Baptisé le 29 novembre 1656 à Bréda, Marchand, est le secrétaire de l'ambassadeur des Pays-bas, et a environ quatre ans de moins que Julienne. En 1679, le cousin de Julienne, le roi Charles, lui donne sa permission d'épouser son amant, qui reçoit le titre de Baron von Lilienburg (Lilie de la succession a été nommé Lillienborg). Ils se marient le 22 février 1680 à Raeftnas, Södermanland et puis s'installe à Haarlem, aux Pays-bas.
Julienne est morte en 1693 à IJsselstein. Son mari a vécu dix ans de plus et est décédé le 7 avril 1703 à IJsselstein.
Sa sœur, Christine de Hesse-Eschwege, est devenue duchesse de Brunswick-Lünebourg comme l'épouse de Ferdinand-Albert Ier de Brunswick-Wolfenbüttel-Bevern, et est une ancêtre de Victoria du Royaume-Uni.

## Descendance
Julienne a les enfants suivants.
Avec le comte Gustave de Lillie:
- Gustave Gustafsson Lillie, né en 1672 à Stockholm

Avec son mari, Johan Jakob Marchand:
- Charles-Frédéric (1679 - 1729)
- Éléonore (4 mai 1683, IJsselstein – après le 22 novembre 1707, Brême?), mariée le 21 octobre 1704 à IJsselstein à Johan Spiering (6 novembre 1672, Utrecht – 22 juillet 1739, Amsterdam), fils de François Ewoutsz. Spiering et Elisabeth Maria van Someren
- Juliennz (baptiséz le 4 mai 1684, IJsselstein – 24 novembre 1726, Jever), mariée en 1707 Ulrich Friedrich von Weltzien, Herr von Blexersande
- Sophie Marie (12 juin 1685, IJsselstein – après 1712)
- Jacoba (né le 10 juillet 1686 à IJsselstein, enterré le 9 août 1686 à IJsselstein)
- Jacob Ferdinand (né le 21 mai 1688 à IJsselstein, enterré le 28 août 1688 à IJsselstein)
- Guillaume Jacob (baptisé le 18 décembre 1689 à IJsselstein, est décédé avant le 21 novembre 1703)
- Christine Françoise (baptisé le 7 mai 1691 IJsselstein, enterré le 3 juin 1691 IJsselstein)